# Record China
Record China（レコードチャイナ）は、中国関連の時事を日本語で、日本国内向けに報道するニュース・アグリゲーター。通称「レコチャ」。

## 概要
2005年に開設。自社サイトでのニュース配信のほか、大手ポータルサイトへの提供配信も行っている。掲載ニュースに係る写真・映像の報道機関向け使用権販売(代行取材も請け負う)や個人向け高解像度写真閲覧サービスも提供している。
2つの中間法人を通じて中国共産党と繋がりがあることから、政治や外交の話題に関しては中国政府の見解に沿っており、例えばウイグル人への人権侵害を否定・軽視している。

## 沿革
- 2005年 - 8月 有限会社Record Chinaとして設立[4]
- 2009年 - 12月 有限会社より株式会社へ組織変更[4]
- 2010年 - 1月 時事通信社で常務取締役編集局長を務めた八牧浩行が代表および主筆に就任[1][4]
- 2018年 - 1月 任 書剣が代表に就任[5]